# Distrito electoral de Richland I
Richland I (en inglés: Richland I Precinct) es un distrito electoral ubicado en el condado de Sarpy en el estado estadounidense de Nebraska. En el Censo de 2010 tenía una población de 1062 habitantes y una densidad poblacional de 73,58 personas por km².

## Geografía
Richland I se encuentra ubicado en las coordenadas 41°8′54″N 96°7′4″O / 41.14833, -96.11778. Según la Oficina del Censo de los Estados Unidos, Richland I tiene una superficie total de 14.43 km², de la cual 14.43 km² corresponden a tierra firme y (0.02%) 0 km² es agua.

## Demografía
Según el censo de 2010, había 1062 personas residiendo en Richland I. La densidad de población era de 73,58 hab./km². De los 1062 habitantes, Richland I estaba compuesto por el 94.92% blancos, el 1.13% eran afroamericanos, el 0.85% eran amerindios, el 0.56% eran asiáticos, el 0% eran isleños del Pacífico, el 1.6% eran de otras razas y el 0.94% pertenecían a dos o más razas. Del total de la población el 3.86% eran hispanos o latinos de cualquier raza.